# Bello Bouba Maigari
Bello Bouba Maigari (* 1947) ist ein kamerunischer Politiker. Er war vom 6. November 1982 bis zum 22. August 1983 Premierminister seines Landes. Zurzeit ist er Staatsminister für Post und Telekommunikation und Parteipräsident der Nationalen Union für Demokratie und Fortschritt (UNDP - Union Nationale pour la Démocratie et le Progrès).
Maigari wurde in Baschéo im Nordkamerun geboren. Von 1972 bis 1975 war er Generalsekretär des Armeeministeriums. Am 30. Juni 1975 wurde er zum stellvertretenden Generalsekretär des Präsidentenamtes ernannt, bis er im Januar 1982 zum Staatsminister für Wirtschaft und Planung berufen wurde. Nach dem Rücktritt von Präsident Ahmadou Ahidjo wurde Maigari im November 1982 Premierminister unter dem neuen Präsidenten Paul Biya. Nachdem die Auseinandersetzungen zwischen Ahidjo und Biya dazu führten, dass Ahidjo 1983 ins Exil ging, wurde Maigari jedoch als Premierminister entlassen und von Luc Ayang abgelöst. 1984 ging Maigari ins Exil nach Nigeria, nachdem ein Staatsstreich gegen Biya gescheitert war.
Im Mai 1990 gab Maigari in Paris die Gründung einer neuen Partei, der UNDP, bekannt. Nachdem die Partei rechtlich anerkannt worden war, kehrte er 1991 nach Kamerun zurück. 1992 wurde er Parteipräsident und im gleichen Jahr in die Nationalversammlung gewählt. 1992 trat er bei den Präsidentenwahlen an, wurde hinter Biya und dem Kandidaten der Sozialdemokratischen Front, John Fru Ndi, jedoch nur Dritter. In einigen Provinzen erreichte er allerdings eine Mehrheit der Stimmen. Maigari und Ndi warfen Biya Wahlbetrug vor und versuchten vergeblich, die Wahl durch das Oberste Gericht des Landes annullieren zu lassen.
Maigari wurde 1997 erneut in die Nationalversammlung gewählt. Obwohl die Präsidentenwahlen im selben Jahr von seiner Partei boykottiert wurden, nahm Maigari im Dezember 1997 einen Posten in Biyas Kabinett an und wurde Staatsminister für Industrie- und Handelsentwicklung. Bei den Wahlen 2002 verlor Maigari seinen Parlamentssitz, nachdem seine Partei insgesamt nur einen Sitz in der Nationalversammlung erhielt. Einige Parteimitglieder forderten von Maigari daraufhin, die Zusammenarbeit mit der Regierungspartei RDPC aufzugeben und sich der Opposition anzuschließen. Maigari entschloss sich jedoch, gegen diesen Widerstand in der Regierung zu bleiben und begründete dies damit, auf diese Weise mehr bewirken zu können. Auch bei den Präsidentenwahlen 2004 unterstützte er Biya. Nach der Wahl wurde Maigari zum Staatsminister für Post und Telekommunikation ernannt.